# Pavel Batitski
Pavel Fedorovici Batițki (n. 27 iunie 1910, Harkov, gubernia Harkov⁠(d), Imperiul Rus – d. 17 februarie 1984, Moscova, RSFS Rusă, URSS) a servit în funcția de comandant suprem al Apărării Aeriene Sovietice din 1963 până 1978 și a fost numit Mareșalul Uniunii Sovietice în 1968. Pavel Fedorovici Batițki a fost decorat de cinci ori cu Ordinul Lenin. 

## Biografie
În 1938, a absolvit cu onoare Academia Militară Frunze. Din septembrie 1939 până în decembrie 1940, a fost în China ca șef de stat major al consilierilor militari sovietici la statul major al generalului Chiang Kai-shek. 
La întoarcerea în Uniunea Sovietică, a fost numit șef de stat major al Brigăzii a 11-a de artilerie motorizată de mitraliori la Kaunas, în districtul militar special baltic. În martie 1941, a fost numit șef de stat major al Diviziei 202 Motorizate.
Mai târziu, în timpul celui de-al Doilea Război Mondial, a comandat Corpul 73 de pușcași (1943–1944) și Corpul 128 de pușcași (1944–1945). După al Doilea Război Mondial, a fost șef al Statului Major General și comandant șef adjunct al Forțelor Aeriene Sovietice (1950–1953).
În decembrie 1953, a fost ales personal să-l execute pe Lavrenti Beria, ca parte a unui complot condus de Nikita Hrușciov  și asistat de forțele militare ale mareșalului Uniunii Sovietice Gheorghi Jukov (Batițki la acea vreme era general-colonel și adjunct al comandantului districtului militar din Moscova ).